# Ahmed Baday
Ahmed Ibrahim Baday (* 1974) ist ein ehemaliger marokkanischer Langstreckenläufer.

## Leben
Bislang nahm er neunmal an der Crosslauf-Weltmeisterschaft teil und gewann dreimal eine Medaille mit der Mannschaft: 1999 in Belfast Silber und 2003 in Lausanne/Avenches Bronze jeweils mit einem 15. Platz in der Einzelwertung und 2007 in Mombasa mit einem 18. Platz in der Einzelwertung.
Über 10.000 m gewann er 2001 Gold bei den Spielen der Frankophonie und Bronze bei den Mittelmeerspielen. 2005 holte er über dieselbe Distanz Bronze bei den Spielen der Frankophonie, 2007 schied er über 5000 m bei den Leichtathletik-Weltmeisterschaften in Osaka im Vorlauf aus.
2008 wurde er Neunter beim Hamburg-Marathon. Im Jahr darauf wurde er Zweiter beim Rabat-Halbmarathon, Dritter beim Ottawa-Marathon, gewann Gold beim Halbmarathon der Mittelmeerspiele in Pescara und kam bei den Halbmarathon-Weltmeisterschaften in Birmingham auf den 49. Platz. 2010 folgte ein dritter Platz beim Marrakesch-Marathon und ein Sieg beim Yangzhou-Jianzhen-Halbmarathon.
2011 gewann er den Beppu-Ōita-Marathon.
Die IAAF teilte am 6. März 2015 mit, dass Baday für zwei Jahre wegen eines Verstoßes der Anti-Dopingregeln im Biologischen Pass bis zum 30. Dezember 2016 gesperrt wurde. Seine Ergebnisse seit dem 26. März 2010 wurden annulliert.

## Persönliche Bestzeiten
- 3000 m: 7:34,94 min, 25. Juli 2007, Monaco
  - Halle: 7:47,42 min, 4. Februar 2007,	Gent
- 5000 m: 13:03,82 min, 13. Juli 2007, Rom
  - Halle: 13:34,43 min, 2. Februar 2006, Stockholm
- 10.000 m: 27:48,85 min, 29. Mai 2005, Hengelo
- 10-km-Straßenlauf: 28:35 min, 4. Juni 2006, El Aaiún
- Halbmarathon: 1:01:03 h, 10. Mai 2009, Rabat
- Marathon: 2:10:14 h, 6. Februar 2011, Ōita